# Hoofdstraat 33 (Leens)

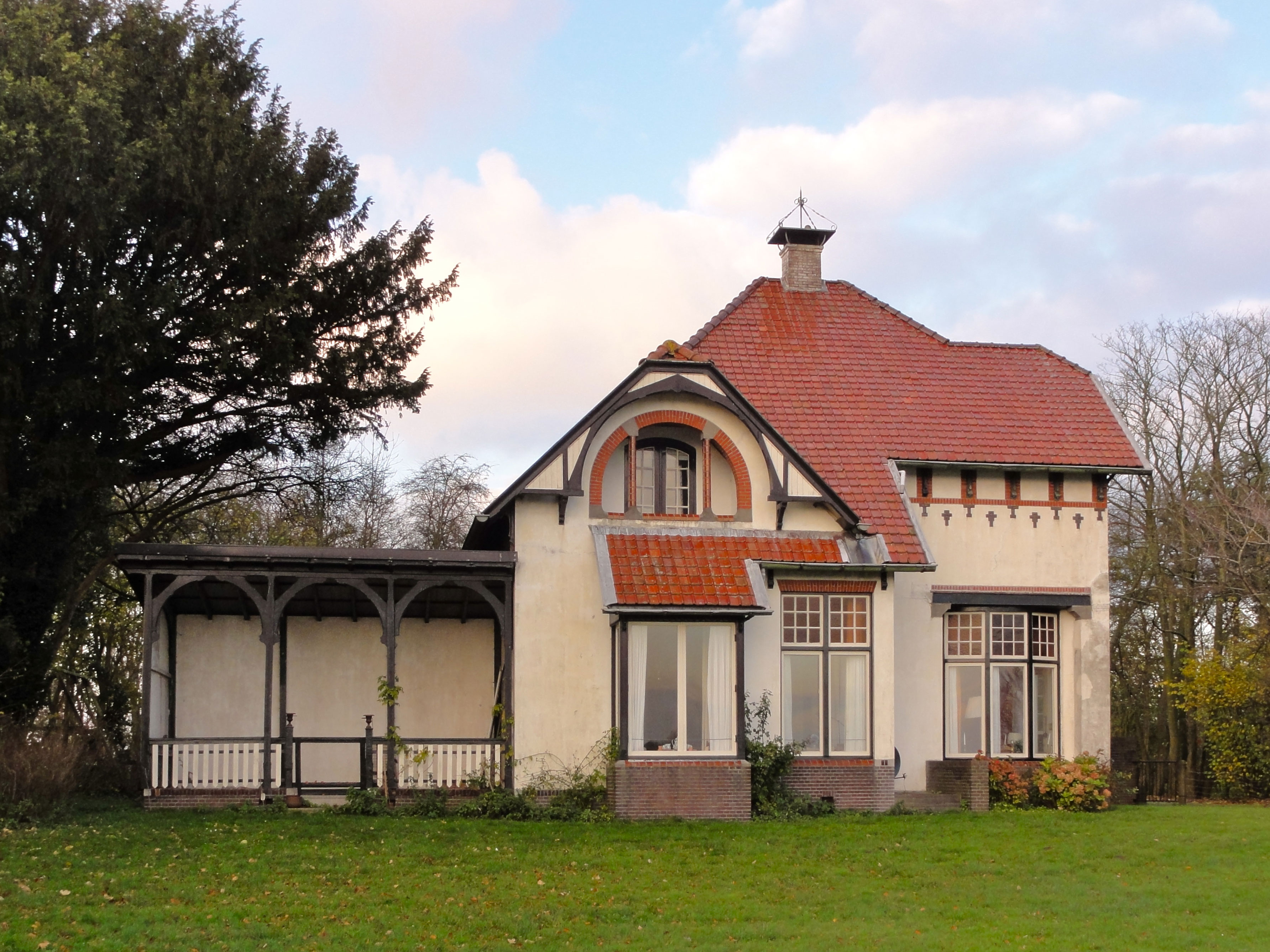
De door P.M.A. Huurman ontworpen monumentale villa aan de Hoofdstraat 33 in Leens

De villa aan de Hoofdstraat 33 is een monumentaal pand in Leens in de Nederlandse provincie Groningen.

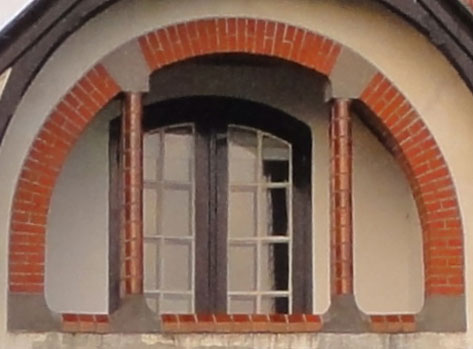
Het balkon aan de zuidzijde van de woning

Het pand werd omstreeks 1910 gebouwd naar een ontwerp van de Groninger architect P.M.A. Huurman. Het gebouw is ontworpen in een overgangsstijl, waarbij gebruik is gemaakt van elementen uit zowel de jugendstil als uit de chaletstijl. Opvallend is de variatie aan ramen, erkers en deuren. Aan de westzijde van de woning bevindt zich een houten veranda. Aan de zuidzijde bevindt zich in de topgevel een inpandig balkon. Het balkon wordt op eenvoudige wijze gedecoreerd door een gemetselde rondboog, gesteund door stijlen van geglazuurde baksteen (zie detailafbeelding). Onder deze rondboog bevindt zich op de begane grond een uitbouw in de vorm van een rechthoekige erker.
De woning is vanwege onder meer zijn fraaie detaillering en ornamentiek erkend als een rijksmonument. Het gebouw is een goede representant van het werk van de architect Huurman. Aan de westzijde van de villa ligt de, eveneens als rijksmonument erkende, villa Oosterhouw.